# Finnische Leichtathletik-Meisterschaften 1912
Die Finnischen Leichtathletik-Meisterschaften 1912, auch Kaleva-Wettkampf 1912 genannt (finnisch Kalevan-ottelu 1912), fanden am 31. August und 1. September auf dem Turun urheilupuisto in Turku statt.
Die Meisterschaft im Zehnkampf wurde am 24. und 25. August 1912 in Kokkola ausgetragen. Die Meisterschaften der Sprungwettbewerbe aus dem Stand fanden am 17. März 1912 in Viipuri statt.

## Ergebnisse
| Disziplin                   | Gold             | Gold        | Silber           | Silber      | Bronze            | Bronze      |
| --------------------------- | ---------------- | ----------- | ---------------- | ----------- | ----------------- | ----------- |
| 100 m                       | Aarni Nyström    | 11,2 s      | Gösta Rosberg    | 11,3 s      | Emil Kukko        | 11,3 s      |
| 200 m                       | Lauri Pihkala    | 23,4 s      | Emil Kukko       | 23,5 s      | August Karlsson   | 23,9 s      |
| 400 m                       | Lauri Pihkala    | 52,6 s      | August Karlsson  | 53,0 s      | Erkki Kättö       | 54,1 s      |
| 800 m                       | Lauri Pihkala    | 2:02,7 min  | Rolf Berner      | 2:02,8 min  | Erik Schönberg    | 2:05,7 min  |
| 1500 m                      | Kustaa Ottelin   | 4:09,9 min  | Erik Schönberg   | 4:15,7 min  | Fredrik Tuulos    | 4:19,2 min  |
| 5000 m                      | Albin Stenroos   | 16:07,7 min | Heino Salminen   | 16:40,5 min | Jalmari Eskola    | 16:42,5 min |
| 10.000 m                    | Albin Stenroos   | 33:05,4 min | Siivo Lehtinen   | 35:07,3 min | Jalmari Eskola    | 35:07,5 min |
| Stundenlauf                 | Tatu Kolehmainen | 17.954 m    | Karl Viisanen    | 16.457 m    | Valfrid Hakala    | 16.448 m    |
| 110 m Hürden                | Lauri Karimo     | 16,6 s      | August Karlsson  | 17,0 s      |                   |             |
| Hochsprung                  | Arvo Laine       | 1,72 m      | Arvo Järvinen    | 1,68 m      | August Karlsson   | 1,68 m      |
| Stabhochsprung              | Jaakko Mikkola   | 3,10 m      | Arvo Laine       | 3,10 m      | Hugo Paanu        | 2,90 m      |
| Weitsprung                  | Juho Halme       | 6,46 m      | Emil Kukko       | 6,44 m      | Brynolf Heino     | 6,36 m      |
| Dreisprung                  | Jukka Rangell    | 14,09 m     | Uuno Engqvist    | 13,88 m     | Juho Halme        | 13,76 m     |
| Kugelstoßen kombiniert (1)  | Elmer Niklander  | 25,72 m     | Paavo Aho        | 23,98 m     | Harry Alftan      | 22,75 m     |
| Diskuswerfen kombiniert (1) | Elmer Niklander  | 79,79 m     | Harry Alftan     | 66,36 m     | Johan Pettersson  | 61,23 m     |
| Diskuswerfen antiker Stil   | Elmer Niklander  | 39,38 m     | Verner Järvinen  | 31,84 m     | Paavo Aho         | 30,95 m     |
| Hammerwerfen                | Johan Pettersson | 42,53 m     | Gösta Rosberg    | 33,50 m     | Elmer Niklander   | 33,44 m     |
| Speerwerfen kombiniert (1)  | Urho Peltonen    | 103,67 m    | Väinö Siikaniemi | 97,28 m     | Arthus Gustafsson | 92,51 m     |
| Fünfkampf (2)               | Emil Kukko       | 10          | Juho Halme       | 12          | August Karlsson   | 13          |
| Zehnkampf (3)               | Lars Hornborg    | 749,39      | Emil Söderling   | 729,94      | Herman Plosila    | 715,02      |

### Mannschaftswertung um die Kaleva-Schale
|    | Mannschaft            | Punkte |
| -- | --------------------- | ------ |
| 1. | Helsingin Kisa-Veikot | 86     |
| 2. | Turun Urheiluliitto   | 38     |
| 3. | Turun Riento          | 36     |

## Meisterschaften der Standsprungwettbewerbe
| Disziplin        | Gold         | Gold   | Silber          | Silber  | Bronze         | Bronze  |
| ---------------- | ------------ | ------ | --------------- | ------- | -------------- | ------- |
| Hochsprung/Stand | Ilmari Borg  | 1,42 m | Rafael Peltonen | 1,375 m | Lauri Koskinen | 1,355 m |
| Weitsprung/Stand | Oiva Linturi | 3,04 m | Lauri Karimo    | 2,995 m | Lauri Koskinen | 2,985 m |
| Dreisprung/Stand | Oiva Linturi | 9,32 m | Ranne Roni      | 9,13 m  | Lauri Koskinen | 9,07 m  |